# Ревілл (Небраска)
Ревілл (англ. Raeville) — переписна місцевість (CDP) в США, в окрузі Бун штату Небраска. Населення — 18 осіб (2020).

## Географія
Ревілл розташований за координатами 41°53′44″ пн. ш. 98°3′13″ зх. д. / 41.89556° пн. ш. 98.05361° зх. д. (41.895582, -98.053616).  За даними Бюро перепису населення США в 2010 році переписна місцевість мала площу 0,13 км², уся площа — суходіл.

## Демографія
Згідно з переписом 2010 року, у переписній місцевості мешкали 22 особи в 11 домогосподарстві у складі 7 родин. Густота населення становила 171 особа/км².  Було 13 помешкання (101/км²).
Расовий склад населення:
| - 100,0 % — білих |

До двох чи більше рас належало 0,0 %. Частка іспаномовних становила 0,0 % від усіх жителів.
За віковим діапазоном населення розподілялося таким чином: 9,1 % — особи молодші 18 років, 72,7 % — особи у віці 18—64 років, 18,2 % — особи у віці 65 років та старші. Медіана віку мешканця становила 57,0 року. На 100 осіб жіночої статі у переписній місцевості припадало 100,0 чоловіків;  на 100 жінок у віці від 18 років та старших — 100,0 чоловіків також старших 18 років.
Цивільне працевлаштоване населення становило 0 осіб. 